# Naissance en 2011
Naissance
- 2007
- 2008
- 2009
- 2010
- 2011
- 2012
- 2013
- 2014
- 2015

Les naissances en 2011 concernent les personnalités nées entre le 1er janvier et le 31 décembre 2011.

## Janvier
- 8 janvier : 
  - Josephine de Danemark, membre de la famille royale danoise.
  - Vincent de Danemark, membre de la famille royale danoise.

## Juin
- 21 juin : Miyu Sasaki, actrice japonaise.

## Septembre
- 27 septembre : Maja Söderström, actrice suédoise.

## Octobre
- 11 octobre : Joo Ye-rim, actrice sud-coréenne.